# تروتوو
تروتوو (به لاتین: Trutowo) یک منطقهٔ مسکونی در لهستان است که در Gmina Kikół واقع شده‌است.

## خصوصیات
تروتوو ۱۴۰ نفر جمعیت دارد.